# Chiasmodontidae
Famille
Les Chiasmodontidae (chiasmodontidés), communément appelés Avaleurs, forment une famille de poissons scombriformes vivant dans les abysses.

## Liste des genres et espèces
Selon FishBase (4 novembre 2018) :
- genre Chiasmodon Johnson, 1864
  - Chiasmodon asper Melo, 2009
  - Chiasmodon braueri Weber, 1913
  - Chiasmodon harteli Melo, 2009
  - Chiasmodon microcephalus Norman, 1929
  - Chiasmodon niger Johnson, 1864
  - Chiasmodon pluriradiatus Parr, 1933
  - Chiasmodon subniger Garman, 1899
- genre Dysalotus MacGilchrist, 1905
  - Dysalotus alcocki MacGilchrist, 1905
  - Dysalotus oligoscolus Johnson & Cohen, 1974
- genre Kali Lloyd, 1909
  - Kali colubrina Melo, 2008
  - Kali falx Melo, 2008
  - Kali indica Lloyd, 1909
  - Kali kerberti (Weber, 1913)
  - Kali macrodon (Norman, 1929)
  - Kali macrura (Parr, 1933)
  - Kali parri Johnson & Cohen, 1974
- genre Pseudoscopelus Lütken, 1892
  - Pseudoscopelus altipinnis Parr, 1933
  - Pseudoscopelus aphos Prokofiev & Kukuev, 2005
  - Pseudoscopelus astronesthidens Prokofiev & Kukuev, 2006
  - Pseudoscopelus australis Prokofiev & Kukuev, 2006
  - Pseudoscopelus bothrorrhinos Melo, Walker & Klepadlo, 2007
  - Pseudoscopelus cephalus Fowler, 1934
  - Pseudoscopelus cordilluminatus Melo, 2010
  - Pseudoscopelus lavenbergi Melo, Walker & Klepadlo, 2007
  - Pseudoscopelus obtusifrons (Fowler, 1934)
  - Pseudoscopelus odontoglossum Melo, 2010
  - Pseudoscopelus parini Prokofiev & Kukuev, 2006
  - Pseudoscopelus paxtoni Melo, 2010
  - Pseudoscopelus pierbartus Spitz, Quéro & Vayne, 2007
  - Pseudoscopelus sagamianus Tanaka, 1908
  - Pseudoscopelus scriptus Lütken, 1892
  - Pseudoscopelus scutatus Krefft, 1971

## Systématique
Le nom valide complet (avec auteur) de ce taxon est Chiasmodontidae Jordan & Gilbert, 1883.